# 中國后妃
中國后妃有眾多等級，狹義專指皇后与妃嫔，即君主经过正式册封的妻妾，廣義則包括所有君主妻妾。中国通俗文化中，描绘为“三宫六院七十二妃”、“後宫佳丽三千人”等。在中国政治传统和一夫一妻多妾婚姻制度下，除一位皇后（或称王后）外，历代中国君主（皇帝、王）通常拥有人数众多的妃嫔。除此，君主有权与宫女发生性关系，因此她们亦视为准妃嫔。同时，以为君主生育皇子为修辞，使得拥有众多妃嫔成为合乎道德准则的行为。

## 出身
不同朝代君主的配偶的出身情況不一。由於中國古代奉行同姓不婚的制度，因此君主不娶宗室女為妻妾，后妃多出自臣民之家，也有少數為外國女性。只有極少數君主娶同姓宗室女為妃，這種情況下會為妃子改姓以避人耳目，如南朝宋孝武帝劉駿之殷淑儀本是其堂妹劉氏、宋廢帝刘子业的谢贵嫔實為其姑母劉英媚。
君主登基前的妻妾，通常會在君主登基後獲得冊封，一般情况下，嫡妻會被册立为皇后，妾室則依其受寵程度、家世背景等而被冊封為各種等級的妃嫔。也有部分特殊情况是妾室被冊立为皇后，嫡妻則被册封为妃嫔、或甚至得不到册封，如魏明帝曹叡登基後，冊封妾毛氏為皇后，正妻虞氏則未獲冊封，維持王妃身份；又例如後唐莊宗李存勗登基後立妾室劉玉娘為皇后，髮妻韓氏僅封淑妃。亦或是君主登基後將登基前的妻妾皆册封为妃嫔，不冊立皇后，如魏文帝曹丕建立曹魏、登基為帝後，將正室甄氏、妾室郭女王分別封為夫人、貴嬪。
而在君主登基前就已逝世的妻妾，通常会有追封。嫡妻通常追封为皇后。妾室中，以生育子女者获得追封为常见。
一些宫女、女官獲得君主臨幸後會获得妃嫔待遇。例如宋朝就有多位后妃為宮女、女官出身。但獲臨幸的宮女、女官冊封為妃嬪並非必然，有些被视为君主妾室，获得皇族相应待遇，如明神宗侍御胡氏；一种則是沒有配偶身份的姬侍，仍被视为普通宫人，如明憲宗姬侍戴銀娘、明武宗姬侍王满堂等。
亦有些是按后宫相关制度，以选妃入宫。也有由大臣或皇亲国戚推荐、进献自己的親屬女性入宫。還有由地方、臣民、藩屬進獻入宮的贡女，如春秋時期齐国向鲁国进献80名挑选出的美女贿赂鲁国。孔子因不满鲁王的荒唐行为而辞去鲁国大司寇之职。中国四大美女之一的西施就是越王进献给吴王的贡女。明成祖的多位妃嬪，包括韓麗妃、任順妃、李昭仪 、呂婕妤、崔美人、黄氏、郑氏皆為朝鮮王朝之貢女。
在非統一時期各個自認為華夏政權、地位相若的國家，有時會互相聯姻。例如三國時代東吳大帝孫權把皇妹孫氏嫁給蜀漢昭烈帝劉備為妃，封為夫人。十六國至南北朝時期各國互相聯姻十分常見，不少皇帝的后妃皆為別國皇女或宗室女，如前秦高帝苻登妹东平公主嫁西秦高祖乞伏乾归，后秦高祖姚兴女西平公主嫁北魏明元帝拓跋嗣。也有亡國或被擄的皇族女性成為另一政權君主的后妃，如原為晉惠帝皇后、晉懷帝皇嫂的羊獻容被前趙末帝劉曜所擄，立為皇后，隋文帝楊堅的其中妃嬪宣華夫人和弘政夫人原為南朝陳宣帝第十四女寧遠公主和第二十四女臨川公主，陳宣帝陳後主四女廣德公主和六女陳婤在則成為隋煬帝妃嬪。
還有一些特殊情况，例如是君主情婦獲封為妃嬪，但中国历代君主拥有非宮中女性為情妇的情况并不多见，正式入宫为妃嫔者更少。（但例子有明宣宗吳賢妃）

## 妃嫔編制
皇帝将众多妾室分为不同的等级，册封各种位号，给予相应的侍遇。後宮指她們生活的地方，或其生活圈子。

### 上古
远古时期，传说三皇五帝中的黄帝、帝喾均有四妃，地位尊贵的妃子为正妃，地位次之的妃子为次妃。尧也遵循这种制度。到了舜，不立正妃，而是三妃並尊，并称夫人。
傳說夏朝时期，君主在舜帝三妃的基础上增加九人，合十二人，是謂“天子娶十二女”。
傳說商朝时期，商王在“天子娶十二女”的基础上增加二十七人，合三十九人。有时有並后（同时有三個王后）的情况，稱三配。
《周礼》记载：王的后妃“编制”为：一后（嫡妻）、三夫人、九嫔、二十七世妇、八十一御妻，凡一百二十一人。诸侯一娶九女，且不再娶，可见妾是八个；大夫是一妻二妾；士则是一妻一妾。而庶民，则只许有一妻与之匹配，故而庶民被称为匹夫匹妇。另外一些儒家作品则称天子“一娶十二女”，“古者天子娶后，三国来媵，皆有娣侄，凡十二女。”并称诸侯“一娶九女”，也有称天子“一娶九女”的。“媵”是陪嫁之意，可以是未出嫁的妹妹或侄女，或者是其他国家的人（天子或诸侯娶妻时才会有），陪嫁作為妃嬪。
先秦的后妃之制还比较简单，王之妻称，王之主要妾及诸侯之妻称夫人。
周朝时期，天子称王，正妻称后。《周礼》记载周制为：
- 一人，正位宫闱，同体天王；
- 夫人三人，坐论妇礼；
- 嬪九人，掌教四德；
- 世妇二十七人，主丧、祭、宾客；
- 女御八十一人，序于王之燕寝。

后宫合一百二十一人。周朝的制度要求避免同时出现两个王后或诸侯夫人的情况，确立嫡庶之别。

### 秦朝
秦朝宮制承襲秦國，秦惠文王以後，定宮制：
- 王后（至始皇才稱皇后）
- 夫人（五國相王前秦君為公爵或伯爵，配偶為夫人）[5]
- 美人，爵視二千石，比少上造
- 良人
- 八子，爵視千石，比中更
- 七子
- 長使
- 少使

秦始皇統一天下後，納諸國美人於宮中，爵封八品，但位號是否和上述相同則不得而知。由于史料缺乏，秦始皇的皇后和妃嫔皆无记载。

### 漢朝

#### 西漢
汉初，开国皇帝刘邦的妻子吕雉被册立为皇后，他的妾室称夫人、姬。后来沿袭秦时之制，设置夫人、美人、良人、八子、七子、長使、少使等七等称号。
漢元帝時，傅婕妤、馮婕妤得寵，元帝為突顯二妃異寵，特增設昭儀于婕妤之上，取「昭其儀」之意。另外，少使以下設五官、順常、無涓、共和、娛靈、保林、良使、夜者。
漢元帝後，定宮制：
- 昭仪
- 婕妤
- 娙娥
- 傛華
- 充依
- 美人
- 良人
- 八子
- 七子
- 長使
- 少使
- 五官
- 順常
- 舞涓、共和、娛靈、保林、良使、夜者

未有職號的上家人子、中家人子，位視有秩斗食。（師古曰：「斗食謂佐史也。謂之斗食者，言一歲不滿百石，日食一斗二升。」）五官以下，葬司馬門外。
太子妻稱妃，側室有良娣、孺子，共三级；皇孙正妻稱夫人，側室無正式位號，稱家人子。《史记 卷四十九 外戚世家第十九》在记述汉景帝的妃嫔王夫人事迹时，曾将太子妾时期的王氏称为美人，景帝登基后的王氏则被称为夫人。武帝建元二年（前139年）春，卫子夫入宫，其后“子夫为夫人”。此时夫人是一个单独的封号，但后来渐渐在汉朝制度中消失了。

#### 新朝
王莽篡漢，罷漢朝妃嬪位號，效仿先秦古制，制定和、嬪、美、御四等位號。
- 和人，三人，位視公
- 嬪人，九人，位視卿
- 美人，二十七人，位視大夫
- 御人，八十一人，位視元士

#### 東漢
東漢以後，後宮位號改制：
- 皇后
- 貴人
- 美人
- 宮人
- 采女

东汉宫庭曾在首都洛阳乡间大规模选妃，这是中国最早记载的皇室选妃。汉桓帝、汉灵帝時，後宮后妃、女官、宮女等，總數多達二萬人。

#### 南越國
当代，在对与汉武帝同时代的南越文帝赵眜墓葬所进行的考古发掘中，发现南越国妃嫔使用夫人这一封号。黄展岳认为四位夫人地位高低依次为“右夫人”、“左夫人”、“泰夫人”及“口夫人”，“口夫人”又解读为“部夫人”、“否夫人”。四夫人的册封是南越国自创，还是效仿汉朝，不得而知。

### 三國

#### 曹魏
曹操為魏王時，於王后以下定五等：
- 夫人
- 昭仪
- 婕妤
- 容華
- 美人

而據史書記載，曹操側室中還有姬、妾等稱謂。
魏文帝時增設貴嬪、淑媛、修容、順成、良人五等：
- 夫人
- 貴嬪
- 淑媛
- 昭仪
- 修容
- 婕妤
- 容華
- 顺成
- 美人
- 良人

魏明帝時又增淑妃、昭華、修儀三等，省除順成，這樣在皇后以下定制十二等級：
- 夫人，位次皇后，爵無所視；
- 貴嬪，位次夫人，爵無所視；
- 淑妃，位視相國，爵比諸侯王；
- 淑媛，位視御史大夫，爵比縣公；
- 昭仪，爵比縣侯；
- 昭華，爵比鄉侯；
- 修容，爵比亭侯；
- 修儀，爵比關內侯；
- 婕妤，視中二千石；
- 傛華，視真二千石；
- 美人，視比二千石；
- 良人，視千石。
- 鹾人，诋千里。

除此之外，魏还有贵人、才人，其爵位不详。

#### 東吳
東吳有左夫人、美人等位號，其餘不詳。

#### 蜀漢
蜀漢有昭儀、貴人等位號，其餘不詳。

### 晉朝
晉武帝取漢魏之制，參用古法，始設三夫人、九嬪： 
- 三夫人：貴嬪、夫人、貴人，位視三公。
- 九嬪：淑妃、淑媛、淑儀、修華、修容、修儀、婕妤、容華、充華，位視九卿。

九嬪以下還有美人、才人、中才人，爵視千石以下。
此外，晋武帝的低阶妃嫔曾使用保林和采女的位号，其地位可能低於中才人。

### 後趙
十六國中僅後趙記載最為詳細： 
- 昭儀、夫人，視上公，各一人。
- 貴嬪、貴人，視列侯，各一人。
- 三英、九華，視列伯，無定數。
- 淑媛、淑儀，視列子，無定數。
- 容華、美人，視列男，無定數。

此外，漢趙有左、右貴嬪、貴人、夫人，成漢有美人，前秦和北燕有昭儀、夫人，前涼有左夫人、美人，西秦有左夫人，後燕有貴嬪、淑儀，後涼有淑媛、美人，其餘不詳。

### 南北朝
南北朝時南朝的宋、齊、梁、陳皆承晉制，但名稱略有變更。

#### 南朝宋
南朝宋宮制在皇后以下有：
- 三夫人：貴嬪、夫人、貴人，位視三公
- 九嬪：淑妃、淑媛、淑儀、修華、修容、修儀、婕妤、傛華、充華，位視九卿
- 散號：美人

孝建三年（456年），世祖省夫人，置贵妃，省修华、修容、修仪，置昭仪、昭华、昭容以代之，列于九嫔之内；又置中才人、充衣为散役，改號為：
- 三夫人：贵妃（位比相國）、貴嬪（位比丞相）、貴人（位比三司）
- 九嬪：淑妃、淑媛、淑儀、昭儀、昭容、昭華、婕妤、容華、充華，位視九卿
- 散號：美人、中才人、充衣等

後經太宗多次改號，最後定為：
- 三夫人：貴妃、貴嬪、貴姬
- 九嬪：淑媛、淑儀、淑容、昭華、昭儀、昭容、修華、修儀、修容
- 五職：婕妤、容華、充華、承徽、列榮
- 散號：美人、中才人、才人、良人、充衣等

#### 南朝齊
在南齊太祖建元元年（479年），經有司奏請而設置；
- 皇后一人
- 三夫人：貴嬪、夫人、貴人
- 九嬪：修華、修儀、修容、淑妃、淑媛、淑儀、婕妤、容華、充華
- 散位：美人、中才人、才人

建元三年，皇太子的东宫內，增設三內職，為：
- 良娣，位視開國侯
- 保林，位視五等候
- 才人，位視駙馬都尉

在之後的南齊世祖的永明元年，經禮司奏請，新增貴妃位號，並將九嬪中的淑妃位號獨立出來，並將兩個位號加上新的規制：
- 贵妃、淑妃受以金章紫綬，並配窴玉
- 淑妃和貴妃為次於皇后之位號，且位視三司

永明七年，又增設昭容填補九嬪中的空缺。
另外，後宮還有采女位號，地位高於才人。

#### 南朝梁
梁武帝时定制：
- 皇后一人
- 三夫人：贵妃、貴嬪、貴姬，各一人
- 九嬪：淑媛、淑儀、淑容、昭華、昭容、昭仪、修華、修儀、修容等，各一人
- 五職；婕妤、容華、充華、承徽、列榮
- 散位：美人、才人、良人，皆無定員

梁元帝後宮有王貴嬪、袁貴人、夏貴妃，有可能後期三夫人的位號改為贵妃、貴嬪、貴人。梁簡文帝後宮有范淑妃，淑妃一號又不在上述定制之內。
太子东宫有良娣、保林二职。

#### 南朝陳
陳朝建國後，陳高祖以樸素自居，因此對於後宮位號並無詳細定制。
陈文帝天嘉初年才有了較詳細的宮制：
- 皇后一人
- 三夫人：贵妃、貴嬪、貴姬等，各一人
- 九嬪：淑媛、淑儀、淑容、昭華、昭容、昭儀、修華、修儀、修容等，各一人
- 五職：婕妤、容華、充華、承徽、列榮
- 散位：美人、才人、良人，皆無定員

《陳書》和《南史》关于皇子生母的记载出现貴人、淑華的位号，并无貴姬、淑容。因此南陳實際使用的三夫人位號應為贵妃、貴嬪、貴人，九嬪位號應為淑媛、淑儀、淑華、昭容、昭儀、昭華、修容、修儀、修華。

#### 北魏
北魏太祖後宮簡樸，只設夫人，不論數目多少，但眾夫人之間仍有一定的品次。其后，因子贵母死，后宫中出现了“保太后”这一特殊称号，而子贵母死又造成后宫妃嫔人人自危的境况。
北魏世祖又稍做增加，改為：
- 皇后一人
- 左昭儀、右昭儀
- 貴人
- 椒房
- 中式

在北魏孝文帝的孝文漢化政策同時，改革後宮制度，後宮位號皆位視朝中官員：
- 皇后一人
- 左昭儀、右昭儀，位視大司馬
- 三夫人，位視三公
- 三嬪，位視三卿
- 六嬪，位視六卿
- 世婦，位視中大夫
- 御女，位視元士

根据宣武帝元恪妃嫔司马显姿和王普贤的墓志铭，三夫人对应的三个位号应包括贵嫔夫人和贵华夫人，根据学者推测三夫人中的第三个位号可能为贵人夫人。根据史籍和目前出土的墓志铭可证实九嫔的具体位号包括淑仪、修华、婕妤、容华、充华，与晋代九嫔（淑妃、淑媛、淑仪、修华、修容、修仪、婕妤、容华、充华）相似，是否完全相同不得而知。

#### 北齊
北齐初僅有夫人、嬪、御等位號，齐武成帝在位期間，兩后並立，又大量增設後宮位號，名號之繁多堪稱中國歷朝之冠。齐武成帝於河清年間制定新宮制，仿照古制增加大量位号。齐后主时期，并立二后，昭仪以下妃嫔数量皆加倍，又設左娥英、右娥英於昭儀之上，寻置淑妃一人。最後北齊後宮宮制為：
- 皇后一人
- 淑妃，一人，位視相國
- 左娥英、右娥英，各一人，位視左右丞相
- 左昭儀、右昭儀，各一人，位視二大夫。
- 三夫人：弘德、正德、崇德為三夫人，位視三公。
- 上嬪：隆徽、光猷、昭訓，位視三卿。
- 下嬪：宣徽、宣明、凝暉、凝華、順華、光訓，位視六卿。
- 二十七世婦：廣訓、修訓、靜訓、敬訓、敬婉、敬信、昭寧、昭華、婉華、芳華、芳猷、正華、光正、茂光、明範、明信、明淑、弘猷、弘徽、令則、暉則、暉範、貞範、艷儀、曜儀、曜德、和德，皆各一人，位從三品。
- 八十一御女：茂德、敬茂、茂範、妙範、修範、英範、暉章、瓊章、瑤章、良媛、良信、正信、柔華、思柔、令儀、秀儀、慎儀、妙儀、婉儀、修靜、茂儀、潤儀、麗儀、弘儀、肅儀、穆儀、穆閨、穆華、明懿、崇明、明訓、明艷、敬順、崇敬、修敬、敬寧、昭順、昭容、昭慎、穆光、曜光、光範、內範、艷光、媛光、彭媛、肅容、靜肅、肅閨、懷順、懷德、貞懿、貞凝、貞穆、貞媛、貞慎、弘慎、徽淑、徽娥、弘艷、艷華、婉德、明婉、艷婉、芳婉、凝婉、修媛、修禮、英淑、淑懿、淑猗、猗容、承閒、修閒、閒華、麗則、柔則、良則、妙則、訓成、寧訓，皆各一人，位正四品。

此外又置才人、采女等散號。

#### 北周
北周置有三夫人（后改三妃）、三、六嫔、御媛、御婉等，各等详细情形：
- 三夫人：贵妃、长贵妃、德妃，位视三公，武帝建德二年（公元573年）改称三妃；
- 三：员额三人，位视三孤；
- 六嫔：员额六人（其中包括昭化嫔和淑嫔），位视六卿；
- 御媛：位视大夫，其中上媛、中媛、下媛分别位视上大夫、中大夫、下大夫；
- 御婉：位视士，其中上婉、中婉、下婉分别位视上士、中士、下士。

後來北周宣帝五后並立：
- 天元大皇后楊麗華
- 天大皇后朱滿月
- 天中大皇后陳月儀
- 天左大皇后尉遲熾繁
- 天右大皇后元樂尚

其餘後宮位號多不勝數。

### 隋朝
隋朝初時，由於隋文帝答應皇后獨孤伽羅要虛設六宮，因此後宮位號雖有設置、但不作為妃嬪位號，只作女官品秩：
- 皇后一人
- 嬪，三員，掌教四德，視正三品。
- 世婦，九員，掌賓客祭祀，視正五品。
- 御女，三十八員，掌女工絲枲，視正七品。

又參循漢、晉舊制，設置六尚、六司、六典等女官職，以掌後宮典儀。
在獨孤皇后死後，隋文帝改為：
- 貴人，三位
- 嬪，增至九人
- 世婦，增至二十七人
- 御女，增至八十一人

隋煬帝時参详典故，自制嘉名，著之于令：
- 皇后一人
- 三夫人：貴妃、淑妃、德妃，品正第一
- 九嬪：順儀、順容、順華、修儀、修容、修華、充儀、充容、充華，品正第二
- 婕妤，十二員，品正第三
- 世婦：美人、才人十五員，品正第四
- 寶林二十四員，品正第五
- 御女二十四員，品正第六
- 采女三十七員，品正第七
- 另又有承衣、刀人，皆隨侍左右，並無員數，視六品以下

### 唐朝
唐朝初開國時，參考前朝舊制而設立；
- 皇后一人
- 四夫人；貴妃、淑妃、德妃、賢妃，各一人，正一品
- 九嬪：昭儀、昭容、昭媛、修儀、修容、修媛、充儀、充容、充媛各一人，正二品
- 婕妤九人，正三品
- 美人九人，正四品
- 才人九人，正五品
- 寶林二十七人，正六品
- 御女二十七人，正七品
- 采女二十七人，正八品

根据唐高祖后宫莫丽芳和楊貴嬪的墓志铭，唐初还可能存在贵嫔的封号。长孙皇后曾欲聘郑仁基之女为唐太宗的充华，似乎证明当时还在使用隋代的九嫔位号，抑或新旧位号混用。
唐高宗時改制為：
- 赞德二人以代夫人，秩正一品。
- 宣仪四人以代九嫔，秩正二品。
- 承闺五人以代美人，秩正四品。
- 承旨五人以代才人，秩正五品。
- 卫仙六人以代宝林，秩正六品。
- 供奉八人以代御女，秩正七品。
- 侍栉二十人以代采女，秩正八品。
- 侍巾二十人，秩正九品。

由於當時四夫人位滿，唐高宗慾設置宸妃一號以冊封武昭儀，但宰相韩瑗、来济出面反对。最终武昭仪是否获得宸妃的封号，《旧唐书》的表述不一。
唐高宗的儿子唐睿宗、唐中宗后宫依然沿用唐初的制度。唐玄宗登基之初，初册封太子妃王氏为皇后外，另册封董良娣为贵妃、杨良娣为淑妃、武良媛为贤妃。不久发生先天政變，杨淑妃出家入道。之後在唐玄宗開元年間又改宮制為；
- 皇后一人
- 惠妃、丽妃、華妃，各一人，正一品
- 六儀；淑儀、德儀、賢儀、順儀、婉儀、芳儀，正二品
- 美人，四人，正三品
- 才人，七人，正四品

玄宗改制的目地不详，仅知在开元十二年（724年），王皇后被废後玄宗特赐武氏为惠妃。武惠妃深受玄宗宠爱，在宫中的待遇等同于皇后。此次改制，是否为她而改，已经不得而知了。除杨淑妃外，董贵妃、武贤妃在此次改制中，是否被降或被废、二人是否逝世，亦不得而知。
开元二十三年（735年），皇甫德儀逝世被追赠为淑妃。同年，武惠妃逝世，玄宗又专宠于杨氏，在天宝年间册为贵妃。与受宠的武惠妃一样，杨氏在宫中的待遇也等同于皇后。后世的唐朝皇帝，册封妃子的封号仍为贵妃、淑妃、德妃、贤妃。唐朝中后期，出现封妃嫔为国夫人和郡夫人的情况。郡夫人的等级可能在才人之下。

### 五代十國

#### 後梁
後梁曾使用德妃、賢妃、昭儀、昭容、美人等位号，似与唐制相同。

#### 後唐
後唐莊宗后宫使用的位號包括：淑妃、德妃、昭儀、昭容、昭媛、出使、御正、侍真、懿才、咸一、瑤芳、懿德、宣一，這眾多位號的等級和人數限制皆不明。其中，御正为唐代宫官职名。出使似是后唐自创的宫官职号，可能源自晚唐宫人出使的旧例。侍真、懿才、咸一、瑤芳、懿德、宣一等位号可能是以美号作为宫官职号。出使、御正等位号还可加上二字美号作为后缀，如出使美宣、御正楚真。
明宗后宫使用的位号为：贤妃、淑妃、德妃、昭儀、昭容、昭媛、婕妤、美人、顺御等。内命妇与宫官常常同时被册封国夫人、郡夫人等外命妇封爵，有学者推测此时妃嫔与女官并入了同一套内职体系。

#### 後周
后周有贵妃、淑妃、德妃等位号，被临幸的宫官也会被册封国夫人、郡夫人等外命妇封爵。

#### 前蜀
前蜀有元妃、贵妃、淑妃、賢妃、順妃、昭儀、修儀、婕妤等位号，尊卑次序不詳。

#### 後蜀
蜀梼杌記載，後主孟昶後宮位號有十四品：昭儀、昭容、昭華、保芳、保香、保衣、安宸、安蹕、安情、修容、修媛、修涓等位号，又置慧妃冊封寵姬花蕊夫人。

#### 南唐
南唐後宮位號有夫人、昭容、保儀等，其餘不詳。

#### 南漢
南漢後宮位號有貴妃、麗妃（一作麗姬）、昭儀、美人、才人、尚儀等，其餘不詳。

### 宋朝
宋朝沿用唐制，設四妃九嬪。真宗、仁宗在位時，將九嬪位號擴充至十七個，又在妃的等級中增一位號名宸妃。
宋朝定宮制為；
- 皇后
- 妃：貴妃、淑妃、德妃、賢妃，正一品
- 嬪：太儀、貴儀、淑儀、淑容、順儀、順容、婉儀、婉容、昭儀、昭容、昭媛、修儀、修容、修媛、充儀、充容、充媛 ，正二品。
- 婕妤，正三品。
- 美人，正四品。
- 才人，正五品。
- 貴人：真宗始設，仁宗朝無視品，神宗朝為正五品。
- 寶林，無視品，宋初不置，徽宗朝復置。
- 御女，無視品，宋初不置，徽宗朝復置。
- 采女，無視品，宋初不置，徽宗朝復置。

宸妃是為尊封宋仁宗的李順容而設，為正一品特置封號，不列入定制。太儀、貴儀、淑儀、淑容、順儀、順容、婉儀、婉容由真宗、仁宗增設，在真宗大中祥符六年初設為從一品，仁宗、神宗時為正二品。實際上，宸妃、太儀、貴儀、淑儀、順儀、順容等位號一般不用來冊封當朝妃嬪，往往作為前朝妃嬪的尊封或追贈，如貴儀是為尊封宋太宗的臧淑儀而設。當朝妃嬪使用的位號一般為婉儀、婉容以及昭儀等。

### 辽朝
由于史料缺乏，对辽朝后宫并无全面的了解。《辽史·后妃传》记载的辽朝皇后中，除家族不明的辽穆宗皇后萧氏和辽世宗第一位皇后甄氏外，皆出身于契丹萧氏。她们来自两个不同的萧姓家族，一个是由述律氏赐姓萧氏，另一个则是由拔里氏赐姓萧氏。出自述律家族的述律平是辽朝册封的第一位皇后，而萧绰则是第一位来自于拔里氏家族的皇后。除此之外，《辽史·后妃传》漏记的辽圣宗废后萧氏，亦无从知晓她的家族。
《辽史·后妃传》记载的妃皆出于契丹萧氏。从《辽史》其余记载可知，妃嫔亦有出身于渤海国和汉人。有记载的妃的位号有元妃、贵妃、德妃、惠妃、文妃五种。妃以下的位号，仅知辽圣宗朝有丽仪、淑仪、昭仪、顺仪、芳仪、和仪六种，这与唐玄宗朝的“六仪”类似，但是否仅有“六仪”，不得而知。此外，遼天祚帝後宮有趙昭容，證明遼朝曾使用昭容一號。

### 金朝
金朝建国初，妃嫔皆无位号。金熙宗时开始有贵妃、贤妃、德妃的称号，後宮制基本沿用唐制：：
- 皇后一人
- 元妃、貴妃、淑妃、德妃、賢妃，各一人，正一品。
- 九嫔：
  - 昭仪、昭容、昭媛、修儀、修容、修媛、充儀、充容、充媛，各一人，正二品。
- 二十七世妇：
  - 婕妤，九員、正三品。
  - 美人，九員、正四品。
  - 才人，九員、正五品。
- 八十一御妻：
  - 寶林，二十七員、正六品。
  - 御女，二十七員、正七品。
  - 采女，二十七員、正八品。

金熙宗在賢妃之下增設次妃、夫人兩等。
金海陵王當政時，皇妃位號多達十二等：元妃、姝妃、惠妃、貴妃、宸妃、淑妃、麗妃、德妃、昭妃、賢妃、溫妃、柔妃。
在金宣宗貞祐年間後改制為；
- 皇后一人
- 貴妃、真妃、淑妃、麗妃、柔妃
- 九嬪：昭儀、昭容、昭媛、修儀、修容、修媛、充儀、充容、充媛
- 婕妤
- 麗人、才人，為正三品。
- 順儀、淑華、淑儀，為正四品

### 元朝
元朝初期後宮位號簡樸，只設皇后、妃子二等，但人數不定。以斡兒垛/斡耳朵（宮帳）來區分后妃的地位，一座宮帳可同時住着數位皇后或妃子，而在眾宮帳中，以第一宮帳中的第一皇后地位最尊。後期斡兒垛制度消失，位號有皇后、妃、嬪、才人四等，而元朝皇帝在後期盡量保持同時間只有一位皇后在位。

### 明朝
明朝後宮，皇后為最高位号，貴妃僅次於皇后，其为妃。诸妃位号除贵妃外，取贤、淑、庄、敬、惠、顺、康、宁作为徽号，寓意美好。明代後宫中，皇后职权式微，未出现皇后、皇太后臨朝稱制、垂簾聽政或外戚專權的现象。以妃位而代行皇后之职，则称“摄六宫事”。
后妃以下，杂置宫嫔，设婕妤、昭仪、贵人、美人等名号，名目凌乱。景泰帝時封唐氏為皇貴妃，地位更高于贵妃，後被撤销。明宪宗再封万贵妃为皇贵妃，以後漸成定制。贵妃位号退为第三等级。嘉靖十年（1531年）仿古礼册立九嫔，确定了宫中的嫔位，位在妃位下。
皇后之下依序除了皇貴妃、貴妃、妃、嬪之外，另特殊情況下有諸多散號：
1. 皇后
2. 皇贵妃（明代宗、明宪宗創设）
3. 貴妃
4. 妃
5. 嬪：明世宗嘉靖十年（1531年）參仿古代九嫔之制而册立：德嫔、贤嫔、庄嫔、丽嫔、惠嫔、安嫔、和嫔、僖嫔、康嫔，位在妃之下。

不過明代嬪妃的徽號規定較為混亂，沒有一個統一的制度，各代都有許多新的徽號出現，世宗時雖然立下九嫔制度，但仍然出現許多不同徽號，也沒有限制只有九個嫔號。另有散號雜置其間：婕妤、昭儀、昭容、貴人、美人。
终明一朝，其妃嫔制度为：
1. 皇后
2. 皇贵妃
3. 贵妃
4. 妃
5. 嫔
6. 婕妤
7. 昭仪
8. 昭容
9. 贵人
10. 美人

东宫太子妃以下，设三等：
1. 才人
2. 选侍
3. 淑女

### 清朝
後金时期，满洲贵族奉行一夫多妻多妾制。努尔哈赤诸位的妻子称福晋，地位较高者尊称大福晋。妾室称谓有小福晋、小妻、格格等，亦有地位类似婢妾者。
皇太极时，使用元妃的称号。
清兵入关後，顺治帝时，元妃和福晋、格格并存。只是福晋和格格已经低于妃的封号。
顺治十五年（公元1658年）曾決定採用礼官建议，乾清宫设夫人一名，淑仪一名，婉侍一名，柔婉、芳婉都是三十名。慈宁宫设贞容一名，慎容二名，勤侍没有定数。此外还有女官。然而这个制度并没有真正执行。
另清代前期亦有庶妃這一稱呼，但所謂庶妃並非正式嬪妃位號。
康熙时，后妃制度逐渐完善，將之分為八等級，分別為：
1. 皇后一人
2. 皇貴妃一人
3. 贵妃二人
4. 妃四人
5. 嬪六人
6. 貴人無定數
7. 常在無定數
8. 答應無定數

- 官女子無定數

每個皇帝的妃嬪數目有很大差異：康熙帝擁有後宮正式封号的嬪妃就有多於三百人，另至少有大小答应六百多人；而光绪帝只有一后二妃，共三人。

### 太平天國
洪秀全建立太平天國後，妻妾皆稱「王娘」，又廣納妃嬪，但棄用后、妃等傳統位號，設有兩個嫡妻位號，元配稱為正東宮、平妻稱為又正東宮，實際上正東宮之位屬其自稱在天上所娶的「天妻」，原來的正室賴惜英（賴莲英）僅封為又正東宮。後來因為洪秀全自比太陽，妻妾則為月亮，故把「東宮」改為「月宮」。後宮制度如下：
1. 正月宮一人（天妻）
2. 又正月宮一人（赖莲英）
3. 副月宮不限人數
4. 又副月宮不限人數

此外還有女官：统教、提教、通御、正看、副看。

## 先朝君主遺孀
先朝君主遺孀包括前任皇帝的皇后及妃嫔。前朝皇后通常會被新任君主尊為皇太后。有些情况下继任皇帝的辈分高于前任或兄终弟及，则会为先皇后恭上徽号，不称太后。而前朝皇帝的妃嫔，一般是在宫中养老。不同朝代也有过把她们殉葬、送去出家、乃至放回娘家自由等不同的处理方式。妃嫔是皇帝生母的，有的会尊为皇太后或帝太后，有些仅尊为皇太妃。有些會獲冊封為王太后或太妃。
- 秦先帝嫔御无子女者殉葬
- 西汉先帝嫔御有子者，随子封为王太后，如汉高祖薄夫人封代王太后、汉元帝昭仪馮媛封中山王太后等。王太后可随子就藩，出宫奉养。
- 东汉先帝嫔御有子者，随子封为王太后，有記載者唯独光武帝皇后郭圣通被废为王太后、許美人因子楚王封楚太后。
  - 未得王太后尊封者，可在原位号前加先帝陵园号，如汉顺帝的贵人虞氏，因为其夫葬宪陵，所以拜为宪园贵人。
  - 妃嫔宫人一般归园为先帝守灵。
- 晉朝家法不容許妃嬪母以子貴登位太后。晉哀帝、晉廢帝的生母周貴人只尊皇太妃，她也是中国第一位皇太妃。
  - 嫔御有子者，可随子封为王太妃，如简文帝司马昱的胡淑仪封临川太妃。
- 唐朝先帝嫔御有子者，随子封为国太妃，如唐高祖贵妃万氏封楚国太妃，嫔崔商珪封邓国太妃，唐太宗贵妃韦珪封纪国太妃，德妃燕氏封越国太妃等。
  - 其他无子女嫔御迁往先帝别庙或尼寺出家为尼，如唐太宗充容徐惠迁居崇圣宫，才人武媚娘在感业寺出家为尼。
  - 唐德宗貞元六年（790年）起，先帝嫔御有女者，可随公主号封为太仪，位同公主而次于太妃。
- 宋朝家法不容許并立皇太后，因此宋哲宗只能尊嫡母向皇后为太后，生母朱德妃生前只尊为皇太妃，逝世后才追封为钦成皇后。
  - 其他嫔御如宋真宗杨淑妃因抚育宋仁宗有功，尊为皇太妃，又尊为皇太后。
- 明朝先帝妃嫔一般在原位号前加先帝庙号，称某庙某妃、某庙某嫔等，如明宣宗宣廟賢妃、明宪宗憲廟榮妃、明世宗世廟壽妃。
  - 太后缺位的情况下，在朝廷或後宮具有威望的妃嫔可封皇太妃，如明神宗劉昭妃被明熹宗、崇祯帝尊为太妃，代掌太后印玺。
- 清朝先帝嫔御一般於其原徽號前加皇考或皇祖二字以示其与当朝皇帝的关系，如康熙帝尊封其父顺治帝妃博尔济吉特氏为皇考淑惠妃、同治帝尊其祖父嘉庆帝妃钮祜禄氏为皇祖祥妃。
  - 另有皇考某嫔、皇祖某嫔、皇考贵人、皇祖贵人等称呼。
  - 如果尊封皇贵太妃、贵太妃、太妃，一般需要對新任君王有輔育之恩（如溫惠皇貴太妃），又或者是子女在朝有功績的先皇遺孀，以及一部分享有高壽的先皇遺孀（如皇考裕貴太妃、皇祖如皇贵太妃）。
  - 清朝规定先朝妃嬪五十歲前不能會見當朝皇帝，就算當朝皇帝召見也要設法避免，以防亂倫。

## 册封
历代册封均有一套流程。通常以官员做为册封者，宣读诏书，举行相关仪式。有些低級妃嬪並沒有正式的冊封儀式。
如果并非宫女入宫，初封者的等级并无定数。

## 日常起居
妃嫔根据册封的位号，获得某一品秩。日常生活既按照这一品秩，获得相关的待遇。受到君主宠爱的贵妃，可能会获得超越自身品秩的待遇。如唐玄宗的两位贵妃——武惠妃、杨贵妃，在宫廷中获得了皇后的待遇。

### 住所
都城城池或称皇城，而宫城通常是城中之城。皇后、妃嫔随君主居住于此。

### 引用
1. ↑  唐朝白居易所作《長恨歌》：回眸一笑百媚生，六宮粉黛無顏色……後宮佳麗三千人，三千寵愛在一身
2. ↑  《明史·列传第二·后妃二》孝烈皇后方氏，世宗第三后也，江宁人。帝即位且十年，未有子。大学士张孚敬言：“古者天子立后，并建六宫、三夫人、九嫔、二十七世妇、八十一御妻，所以广嗣也。陛下春秋鼎盛，宜博求淑女，为子嗣计”从之。
3. ↑  《晋书·列传第一》胡贵嫔……时帝多内宠，平吴之后复纳孙皓宫人数千，自此掖庭殆将万人，而并宠者甚众，帝莫知所适，常乘羊车，恣其所之，至便宴寝。
4. ↑  《史记卷四十七--孔子世家》： 黎鉏曰：“请先尝沮之；沮之而不可则致地，庸迟乎！”于是选齐国中女子好者八十人，皆衣文衣而舞康乐，①文马三十驷，遗鲁君。陈女乐文马于鲁城南高门外，季桓子微服往观再三，将受，乃语鲁君为周道游，②往观终日，怠于政事。子路曰：“夫子可以行矣。”孔子曰：“鲁今且郊，如致膰乎大夫，③则吾犹可以止。”桓子卒受齐女乐，三日不听政；郊，又不致膰俎于大夫。孔子遂行，宿乎屯。④而师己送，曰：“夫子则非罪。”孔子曰：“吾歌可夫？”
5. ↑  《史記·卷十五·六國年表》：（秦惠文王）四年，魏夫人來。
6. ↑  《汉书 卷九十七上 外戚傳第六十七上》漢興，因秦之稱號，帝母稱皇太后，祖母稱太皇太后，適稱皇后，妾皆稱夫人。又有之美人、良人、八子、七子、長使、少使號焉。

至武帝制婕妤、娙娥、傛華、充依，各有爵位，而元帝加昭儀之號，凡十四等云。
7. ↑  漢書·卷九十七上·外戚傳第六十七上
8. ↑  司馬遷. . .  [-61].建元二年春，青姊子夫得入宫幸上。
9. ↑  《汉书 卷五十五 卫青霍去病传第二十五》
10. ↑  《漢書王莽傳》：「進所徵天下淑女杜陵史氏女為皇后，聘黃金三萬斤，車馬奴婢雜帛珍寶以巨萬計。莽親迎於前殿兩階間，成同牢之禮於上西堂。備和嬪、美御、和人三，位視公；嬪人九，視卿；美人二十七，視大夫；御人八十一，視元士...」
11. ↑  岳南. . 广州文史.   [2012-07-16]. （原始内容存档于2015-02-02） （简体中文）.
12. ↑  白芳. . 广东省博物馆网站. 2010-10-22  [2012-07-16]. （原始内容存档于2015-02-02）.
13. ↑  《旧唐书 卷六 本纪第六》进号宸妃。永徽六年，废王皇后而立武宸妃为皇后。
14. ↑  《旧唐书 卷八十 列传第三十》时高宗欲立昭仪武氏为宸妃，济密表谏曰：“宸妃古无此号，事将不可。”武皇后既立，济等惧不自安；后乃抗表称济忠公，请加赏慰，而心实恶之。
15. ↑  《全唐文 卷十九》册封皇帝良娣董氏等诰。
16. ↑  . 中国盲人数字图书馆.   [2020-10-14]. （原始内容存档于2012-07-28）.
17. ↑  《全唐文 卷0079》封吴氏等为昭仪等制 （页面存档备份，存于）
18. ↑  《新五代史》/卷14：「自唐末喪亂，后妃之制不備，至莊宗時，後宮之數尤多，有昭容、昭儀、昭媛、出使、御正、侍真、懿才、咸一、瑤芳、懿德、宣一等，其余名號，不可勝紀」
19. ↑  《辽史·卷七十一·列传第一》
20. ↑  《辽史·卷十五 本纪第十五》：“二年春正月……以马氏为丽仪，耿氏淑仪，尚寝白氏昭仪，尚服李氏顺仪，尚功艾氏芳仪，尚书（一作尚儀）孙氏和仪。”
21. ↑  《金史》 卷五十七 志第三十八 百官三 內命婦品：「元妃、貴妃、淑妃、德妃、賢妃，正一品。昭儀、昭容、昭媛、修儀、修容、修媛、充儀、充容、充媛曰九嬪，正二品。婕妤，正三品。美人，正四品。才人，正五品。各九員，曰二十七世婦。寶林，正六品。御女，正七品。采女，正八品。各二十七員，曰八十一御妻。按金格，貞祐後之制，貴妃下有真妃，淑妃下有麗妃、柔妃，而無德妃、賢妃。九嬪同。婕妤下有麗人、才人為正三品。順儀、淑華、淑儀為正四品。尚宮夫人，尚宮左夫人、尚宮右夫人、宮正夫人、寶華夫人、尚儀夫人、尚服夫人、尚寢夫人、欽聖夫人、資明夫人為正五品。尚儀御侍、尚服御侍、尚寢御侍、尚正御侍、寶符宸侍、奉恩令人、奉光令人、奉徽令人、奉美令人為正六品，司正御侍、寶符御侍、司儀御侍、司符御侍，司寢御侍、司飾御侍、司設御侍、司衣御侍、司膳御侍、司藥御侍、仙韶使、光訓良侍、明訓良侍、遵訓良侍、從訓良侍為正七品。典儀御侍、典膳御侍、典寢御侍、典飾御侍、典設御侍、典衣御侍、典藥御侍、仙韶副使、承和良侍、承惠良侍、承宜良侍為正八品。掌儀御侍、掌服御侍、掌寢御侍、掌飾御侍、掌設御侍、掌衣御侍、掌膳御侍、掌藥御侍、仙韶掌音、祗肅良侍、祗敬良侍、祗願良侍為正九品。」

## 外部連結
- 中國歷朝后妃編制